# Gymer
Gymer er i den nordiske mytologi en jætte, som er gift med Ørboda. Han er fader til Gerd og Bele.
| Nordisk mytologi | Spire Denne artikel om nordisk religion og mytologi er en spire som bør udbygges. Du er velkommen til at hjælpe Wikipedia ved at udvide den. |